# Мирзоев, Аскарали
Аскарали Мирзоев — советский хозяйственный, государственный и политический деятель, Герой Социалистического Труда.

## Биография
Родился в 1922 году в кишлаке Янгикурган (ныне — районный центр Наманганской области Узбекистана). Член КПСС с 1944 года.
С 1940 года — на хозяйственной, общественной и политической работе. В 1940—1986 гг. — табельщик колхоза «Пахта-Ширкат», секретарь Регарского райкома ЛКСМ Таджикистана, инструктор райкома партии, звеньевой колхоза «Пахта Ширкат» Регарского района Сталинабадской области, председатель колхоза имени Ленина района имени Турсунзаде Таджикской ССР.
Указом Президиума Верховного Совета СССР от 1 марта 1948 года присвоено звание Героя Социалистического Труда с вручением ордена Ленина и золотой медали «Серп и Молот».
Избирался депутатом Верховного Совета Таджикской ССР 5-11-го созывов.
Умер в Душанбе в 1987 году.